# Monocromia
Monocromia (radiação gama monocromática) é a radiação produzida por apenas uma cor (em rigor, de apenas um comprimento de onda). O termo "monocromático" não é empregado para o preto (ausência de cor/luz) ou o branco (soma de todas as cores). É conseguida por harmonia e tem apenas uma cor e seus tons diferentes. Monocromia é o contrário de policromia. Na monocromia, existe a escala monocromática, onde uma cor tem diferentes tons de radiação, como: A cor verde pode se fazer nesta escala a cor verde-claro, verde-escuro, verde-marinho, e assim por diante. A monocromia está muito ligada com a escala monocromática, para sua explicação.